# 蘭博利峰
蘭博利峰（英語：Lamboley Peak），是南極洲的山峰，位於帕爾默地的奧維爾海岸，處於普雷恩半島西北部，由美國探險隊拍攝照片，現時由南極條約體系管理。